# Шюкинг, Луиза
Иоганна Удальрика Луиза Герхардина Шюкинг (нем. Johanna Udalrike Louise Gerhardine Schücking, урождённая баронесса фон Галль; 15 сентября 1815, Дармштадт — 16 марта 1855, Зассенберг) — германская писательница, супруга писателя Левина Шюкинга.
Родилась в семье генерал-майора гессен-дармштадтской армии, по матери внучка Иоганна Гельфриха фон Мюллера. Детство провела в Дармштадте, затем училась в частном пансионе в Мангейме, где выучила английский, французский и итальянский языки и занималась пением. Впоследствии вместе с матерью путешествовала по Европе, некоторое время прожила в Вене, где, в частности, опубликовала свою первую литературную работу под псевдонимом Людвиг Лео. После смерти матери в 1841 году вернулась в Дармштадт.
С конца 1842 года состояла в переписке с писателем Левином Шюкингом, за которого вышла замуж в Дармштадте 7 октября 1843 года. В браке с ним она родила пятерых детей и сопровождала мужа во всех его путешествиях. В сентябре 1852 года семья переехала в Зассенберг в Варендорфе, где Луиза, будучи протестанткой, страдала в строгом католическом окружении. Попытка бежать пешком осенью 1853 года в Дармштадт ей не удалось. 19 сентября 1854 года она родила дочь Адольфину, которая умерла 9 декабря. Три месяца спустя, 16 марта 1855 года, Луиза Шюкинг скончалась и была похоронена в Варендорфе около местной церкви.
Как писательница приобрела известность сборником рассказов «Frauennovellen» (анонимно, Дармштадт, 1845) и романами «Против течения» (нем. Gegen den Strom; Берлин, 1851) и «Новые крестоносцы» (нем. Der neue Kreuzritter; Берлин, 1853), вышедшими под девичьей фамилией фон Галль. Комедия её авторства «Ein schlechtes Gewissen» (Берлин, 1842) имела успех на сцене. После смерти Шюкинг её муж выпустил в свет сборник её рассказов под заглавием «Frauenleben» (Лейпциг, 1856).